# Szaigó Takamori
Szaigó Takamori (Takanaga) (西郷 隆盛 (隆永); Hepburn: Saigō Takamori) (Kagosima, 1828. január 23. – Kagosima, 1877. szeptember 24.) az egyik legbefolyásosabb japán szamuráj volt a kései Edo-korban és a korai Meidzsi-korban, gyakran nevezik az „utolsó szamuráj”-nak. Szaigó Kokicsiként (西郷 小吉) született, a Takamori nevet nagykorúvá válásakor vette fel. Költeményeit Szaigó Nansú (西郷 南洲) néven írta.

## Fiatalkora
A Szacuma han fővárosában, Kagosimában született egy alacsony rangú szamuráj családban.  Alacsony beosztású hivatalnokként kezdte szolgálatát. 1854-ben Edóba ment Simazu Nariakira, Szacuma daimjója kíséretében, hogy segítse a Kóbu gattai mozgalmat. Azonban Simazu Nariakira halála és Ii Naoszuke, a sógunátus elleni mozgalmak letörésére irányuló politikája miatt vissza kellett menekülnie Kagosimába, ahol letartóztatták. Amami Ósima szigetére számüzték, ahonnan 1861-ben visszatért, de az új daimjó, Simazu Hiszamicu újra száműzte. Csak 1864-ben térhetett vissza végleg, amikor Simazu Hiszamicu Kiotóba küldte, hogy képviselje Szacuma érdekeit a császári udvarnál.

## Meidzsi-restauráció

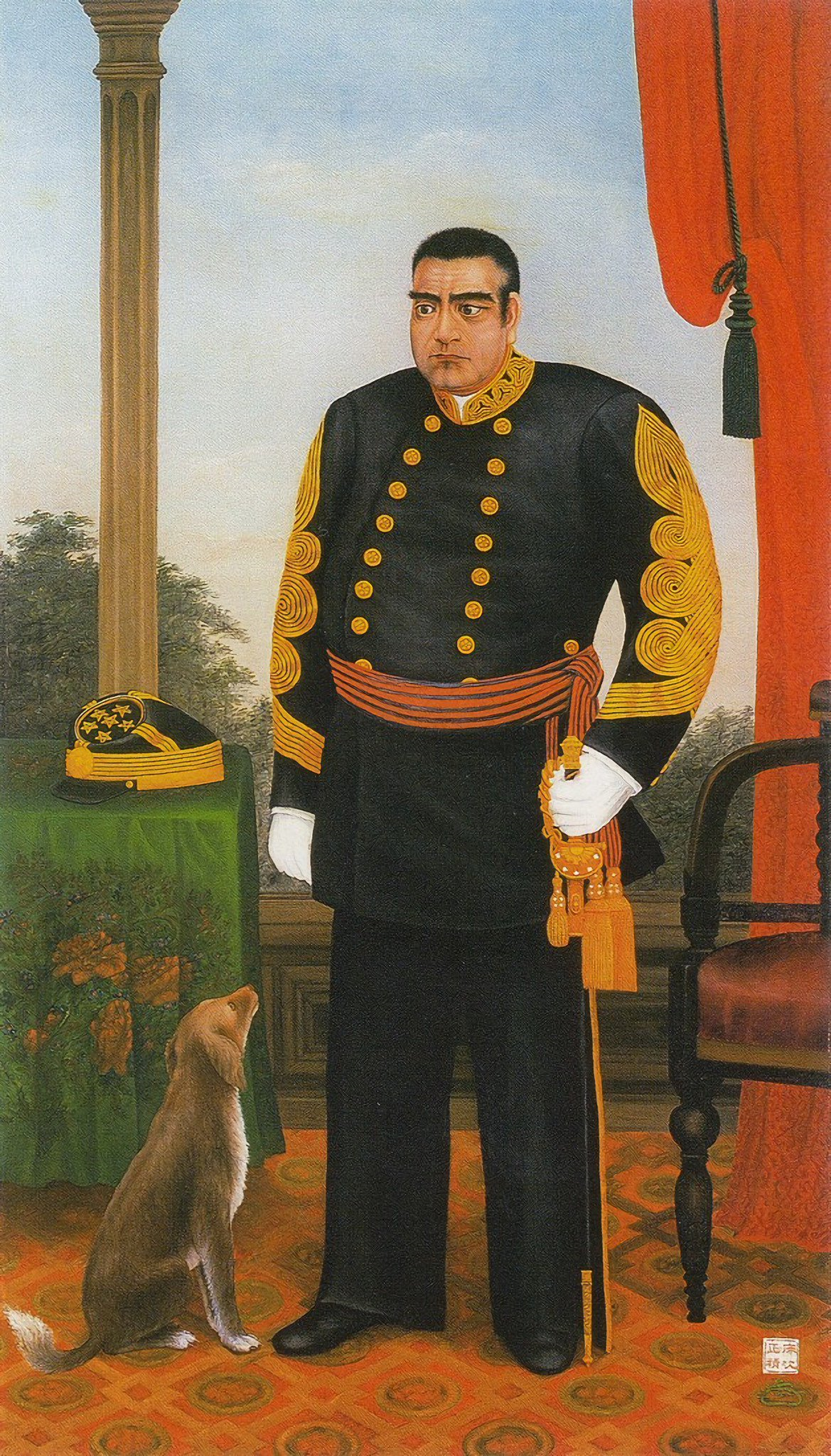
Szaigó Takamori francia stílusú egyenruhában

Kiotóba érkezvén gyorsan szövetséget kötött az Aizu hannal, és megakadályozta hogy a csósúi szamurájok elfoglalják a Császári Palotát a Kinmon-incidens során. Részt vett a Csósú elleni büntetőhadjáratban, de közben titokban tárgyalt csósúi vezetőkkel, ami később a Szacuma–Csósú-szövetséghez vezetett. A második Csósú elleni hadjáratban Szacuma semleges maradt.
1867 novemberében Tokugava Josinobu sógun lemondott, visszaadva ezzel a hatalmat a császárnak, de Szaigó az egyik leghangosabb bírálója volt a békés megegyezésnek. Követelte hogy a Tokugava család mondjon le minden földjéről és címéről, ami a Bosin-háború egyik kiváltó oka lett.
A Bosin-háborúban ő vezette a császári csapatokat a Toba–fusimi csatában, és ő fogadta el Edo várának kapitulációját.

## Meidzsi-kori bürokrata
Bár nem a legbefolyásosabbak közé tartozott, fontos szerepet játszott a korai Meidzsi-kormányzat politikájának alakításában. Nagy érdemeket szerzett a hanrendszer felszámolásában, és a sorozáson alapuló modern hadsereg megszervezésében. Az Ivakura-misszió ideje alatt, 1871–1872-ben őt bízták meg az ideiglenes kormány vezetésével.
Ellenezte a modernizációs törekvéseket és a nyugatiasodást, valamint a vasútépítést, azzal érvelve, hogy a pénzt inkább a hadseregre kéne költeni. Szaigó követelte, hogy Japán üzenjen hadat Koreának, mikor Korea 1873-ban nem ismerte el a japán császárt, mint a japán állam fejét. A kormányzat ezt hosszas tárgyalások után elvetette, pénzügyi és katonai megfontolások miatt. Szaigó tiltakozásképpen lemondott hivataláról és visszatért Kagosimába.

## Szacuma felkelés

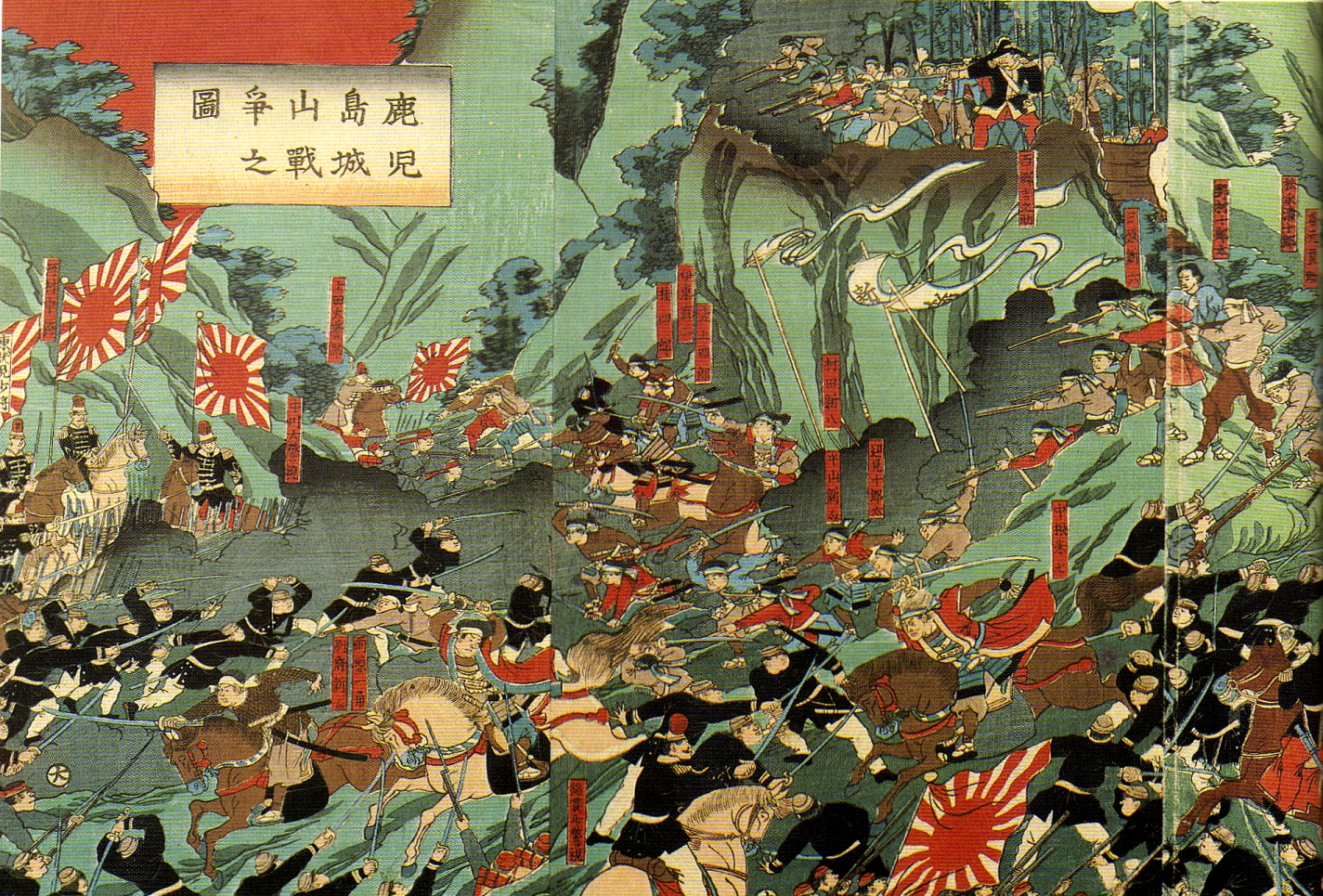
Szaigó a sirojamai csatában

Sok elégedetlen szamuráj követte Szaigót Kagosimába, ahol megszerezték a helyi kormányzat vezetését. Miután 1877-ben a központi kormányzat megszüntette a szamurájoknak járó rizs-fejadagokat, a konfrontáció elkerülhetetlennek tűnt a Szacumába gyűlt szamurájok és a kormányzat között. Hogy megelőzzék a felkelést, hadihajókat küldtek Kagosimába, hogy foglalják le a helyőrségi fegyvereket. Erre válaszul kitört a felkelés, és a helyi szamurájok meggyőzték Szaigót hogy vezesse őket, aki jobb belátása ellenére az élükre állt.
A lázadást néhány hónap alatt leverte a 300 000 főt számláló császári hadsereg. A lázadók 40 000-res haderejéből néhány száz maradt a hadjárat végére. Bár a lázadók a szamuráj réteg megmaradásáért harcoltak, azonban mindkét oldal modern taktikát és felszerelést alkalmazott, míg a felkelőknek el nem fogyott a lőszerük, így kénytelenek voltak kardot, íjat és nyilat használni. A felkelőket a sirojamai csatában győzték le végleg, ahol Szaigó életét vesztette. Halálának körülményei nem tisztázottak. Vagy szeppukut követett el, vagy súlyos sérülését látva társai vágták le a fejét, hogy szamurájhoz méltó halált haljon. Több legenda kering a feje eltűnéséről, de a fejével együtt temették el.

## Legendák Szaigóról
A halálát követő években sok legenda keringett arról, hogy él, és Indiában, Kínában vagy Oroszországban rejtőzik, ahonnan visszatérve eltörli az igazságtalanságokat. Többen látni vélték arcképét egy üstökösön. A nép csodálatát Szaigó szamuráj erényei iránt a kormányzat felismerte, posztumusz bocsánatot nyert.

## Műalkotásokban
Híres bronzszobra áll Tokióban, az Ueno parkban, kutyájával, 1898 óta.
E szobor reprodukciója megtalálható Okinoerabudzsimán, ahol száműzetését töltötte.

## A populáris kultúrában

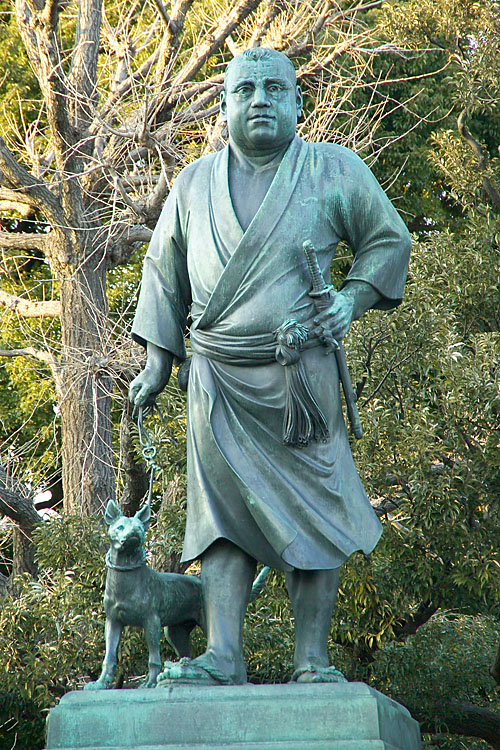
Szaigó szobra az Ueno parkban

Szaigó hősies helytállása a sirojamai csatában inspirálta a 2003-as Az utolsó szamuráj című filmet, amiben a szamurájok vezetőjét, Kacumotót (Vatanabe Ken) Szaigó ihlette.
Szaigó feltűnik az 1985-ös Kamui no Ken című anime filmben, és az Atsuhime című NHK sorozatban.
Róla lett mintázva Szaigó Tokumori, a Gintama manga egy szereplője.
Szaigó szerepel a Total War: Shogun 2 stratégiai játékban.

A Sabaton nevű svéd metálzenekar a 2016-os The Last Stand albumán, a Shiroyama című zeneszámában is énekelnek róla.

## Fordítás
Ez a szócikk részben vagy egészben  a   Saigō Takamori című angol Wikipédia-szócikk fordításán alapul.  Az eredeti cikk szerkesztőit annak laptörténete sorolja fel. Ez a jelzés csupán a megfogalmazás eredetét és a szerzői jogokat jelzi, nem szolgál a cikkben szereplő információk forrásmegjelöléseként.